# Kruisekemolen
De Kruisekemolen ook wel Ma Campagne-Molen of Claeys' Molen, is een windmolen in de Belgische stad Wervik. De Kruisekemolen staat in de Kruisekestraat, die Wervik verbindt met het dorp Kruiseke.
Er wordt beweerd dat er al in 1225 windmolens in Wervik opgericht werden. De bloeiperiode van de Wervikse molens is te stellen in de eerste helft van de 19de eeuw. Op een plan dat opgemaakt werd in 1845, staan veertien windmolens. Dit heeft ervoor gezorgd dat die straat tot op vandaag de Molenstraat wordt genoemd. Naast de Kruisekemolen is er in Wervik ook nog de Briekenmolen.

## Geschiedenis
De Kruisekemolen staat er al van in de 16de eeuw. Op een plan van Jacob van Deventer ziet men al omstreeks 1560 een molen afgebeeld. Tot aan de Franse Revolutie mocht niemand zonder goedkeuring van de landheer een molen oprichten. De landheer bezat het windrecht als een van de vele rechten. Wanneer de landheer de oprichting wel toeliet, werd hem een jaarlijkse cijns betaald.
De oprichter van de molen was Pieter Franciscus Paret (1685 – 1766). Hij was onder ander olie- en washandelaar. Vele van zijn rekeningen werden terug gevonden in de Sint-Medarduskerk. Op het moment van de oprichting was Paret schepen van de stad.
De molen zou overgelaten worden aan de verwante familie Van Elslandes. Dit is dezelfde familie die ook de Briekenmolen in bezit had. Deze familie hield de molen in bezit tot aan de Eerste Wereldoorlog.
Tijdens de Eerste Wereldoorlog, in oktober 1914, werd de Kruisekemolen verwoest door de Duitsers. Met het geld dat de eigenaars, de familie Derrevaux-Van Elslande, had gekregen als oorlogsschade, kochten ze een nieuwe molen. Ze kochten de Hondvleesmolen uit Lauwe. Dit was een oliemolen die omgevormd werd door Derrevaux tot een tarwemolen. In 1922 was de molen in handen van de familie Claeys. Deze zorgden ervoor dat de molen heropgebouwd werd in Wervik. Later plaatste hij een dieselmotor om ook graan te kunnen malen wanneer het windstil was.
Tijdens de Tweede Wereldoorlog was de molen nog op in gebruik, maar in de jaren erna werd het steeds moeilijker rendabel te blijven. De mechanische bedrijven om granen te malen werden opgericht. Dit betekende het einde van de bijna drie eeuwen windmolengebruik. Reeds in 1944 werd de molen als monument beschermd.
Op 13 november 1979 werd de stad Wervik eigenaar van de molen, het molenhuis en de grond. In 1985 werd de molen gerestaureerd door de stad. In 1997 waren de werken af en vond de plechtige inhuldiging plaats.
- Inventaris van het Bouwkundig Erfgoed (Vlaanderen): 201069